# Burscheid
Burscheid német város, Észak-Rajna-Vesztfália tartományban.

## Fekvése
Burscheid Kölntől kb. 25 km-re északkeleti irányban fekszik. Szomszédos városok: Leichlingen, Solingen, Wermelskirchen, Odenthal, Leverkusen.

## Története
A községet először Bursceit néven említik a krónikák 1175-ben. 1806-ig a Berg hercegséghez tartozott. Egy rövid francia uralom után 1815-ben Poroszországhoz került. Később a Német Birodalom idején Opladen körzetéhez tartozott.

## Gazdaság
Két nagyobb, az autóiparban tevékeny cég honos Burscheid-ban: Federal Mogul (volt Goetze AG), kb. 1700 alkalmazottal és Johnson Controls, kb. 1600 alkalmazottal.

## Népesség fejlődésse
| év                 | lakosság |
| 1990. december 31. | 17.312   |
| 2003. december 31. | 19.290   |
| 2004. december 31. | 19.238   |
| 2005. december 31. | 19.122   |
| 2006. december 31. | 19.251   |
| 2008. április 30.  | 19.090   |

## Testvérvárosok
Az osztrák Egg (Vorarlberg) és a luxemburgi Bourscheid.